# Kuwejt na letnich igrzyskach olimpijskich
Kuwejt wystartował po raz pierwszy na letnich IO w 1968 roku na igrzyskach w Meksyku. Zdobyte medale (3) to brąz Fehaida Al-Deehaniego wywalczony w strzelectwie na igrzyskach w Sydney w 2000 roku oraz na igrzyskach w Londynie w 2012 roku a także Abdullah Al-Rashidi na igrzyskach w Tokio 2020 roku.
Reprezentacji Kuwejtu po zawieszeniu przez MKOI w październiku 2015 roku, startowali w igrzyskach w Rio de Janeiro 2016 w barwach Niezależnych sportowców olimpijskich zdobywając złoty i brązowy medal w strzelectwie.

## Klasyfikacja medalowa
| Olimpiada        | Złoto | Srebro | Brąz | Razem |
| ---------------- | ----- | ------ | ---- | ----- |
| 1968 Meksyk      | 0     | 0      | 0    | 0     |
| 1972 Monachium   | 0     | 0      | 0    | 0     |
| 1976 Montreal    | 0     | 0      | 0    | 0     |
| 1980 Moskwa      | 0     | 0      | 0    | 0     |
| 1984 Los Angeles | 0     | 0      | 0    | 0     |
| 1988 Seul        | 0     | 0      | 0    | 0     |
| 1992 Barcelona   | 0     | 0      | 0    | 0     |
| 1996 Atlanta     | 0     | 0      | 0    | 0     |
| 2000 Sydney      | 0     | 0      | 1    | 1     |
| 2004 Ateny       | 0     | 0      | 0    | 0     |
| 2008 Pekin       | 0     | 0      | 0    | 0     |
| 2012 Londyn      | 0     | 0      | 1    | 1     |
| 2020 Tokio       | 0     | 0      | 1    | 1     |
| Razem            | 0     | 0      | 3    | 3     |

### Według dyscyplin
| Dyscyplina  | Złoto | Srebro | Brąz | Razem |
| ----------- | ----- | ------ | ---- | ----- |
| Strzelectwo | -     | -      | 3    | 3     |
| Razem       | 0     | 0      | 3    | 3     |